# Oleiros (Ponte da Barca)
Oleiros es una freguesia portuguesa del concelho de Ponte da Barca, con 3,56 km² de superficie y 559 habitantes (2001). Su densidad de población es de 157,0 hab/km².